# William Cumberland Cruikshank

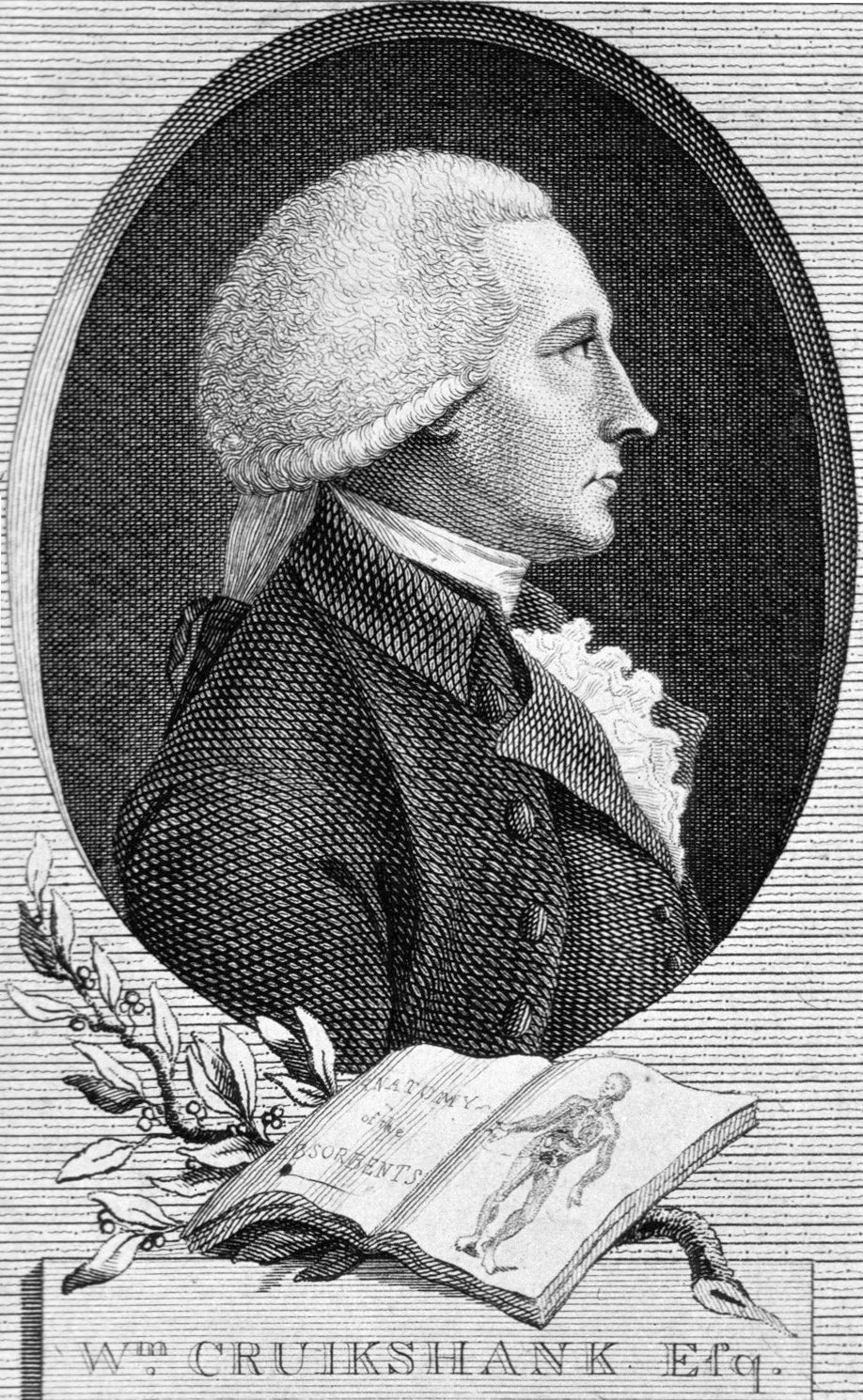
William Cumberland Cruikshank

William Cumberland Cruikshank (1745, Edimburgo - 27 de junio de 1800, Londres) fue un químico y anatomista británico. A veces su nombre se escribe como William Cumberland Cruikshanks. Fue autor de la obra The Anatomy of the Absorbing Vessels of the Human Body, que se publicó por primera vez en 1786 y fue traducida a muchas lenguas.

## Vida
Nació en Edimburgo en 1745, siendo hijo de un oficial del Servicio de Aduanas. Se fue a Londres en 1771 y se convirtió en asistente de William Hunter en su trabajo anatómico en la Windmill Street Anatomical School.

## Obra científica
En 1797 él fue el primero en demostrar que existe una determinada sustancia cristalizable en la orina y se precipita de ella por el ácido nítrico. Identificó el monóxido de carbono en el año 1800, como un compuesto que contiene carbono y oxígeno. En 1800 ya utilizaba el cloro para purificar el agua. También se le considera el descubridor del óvulo en los mamíferos.
Fue elegido miembro de la Real Sociedad en junio de 1797.
A menudo es confudido con William Cruickshank ( ? - 1810 o 1811), profesor de química en la Real Academia Militar de Woolwich, que descubrió el estroncio en 1787, y diseñó en 1802 la pila de artesa, que suponía una mejora de la pila de Volta.